# Heydrichblok
Een Heydrichblok is een vel (blok) postzegels (1943) waarop een afbeelding van Heydrich voorkomt.
Tijdens een herdenkingsplechtigheid voor de vermoorde plaatsvervangend Reichsprotektor van Bohemen en Moravië, de SS-generaal Reinhard Heydrich (1904-1942) werden 999 genummerde velletjes met een op speciaal gelig kunstdrukpapier afgedrukte postzegel, het Heydrichblock ter herinnering aan Heydrich uitgereikt.
De vellen zaten in een speciale enveloppe en de postzegels waren frankeergeldig. De frankeerwaarde was 60 heller maar er was een toeslag van 440 heller. De zegel werd ook in vellen van 50 exemplaren verkocht. De hoge toeslag en de beperkte verspreiding bezorgden de zegel een plaats op de lijst van op tentoonstellingen geweerde postzegels.
De blokken zijn zeldzaam en erg gezocht door verzamelaars. In 2007 bracht een goed geconserveerd blokje 15.000 euro op, blokken in slechte staat gingen voor 2000 euro van de hand. Er zijn gestempelde en ongestempelde exemplaren bekend, men kon het blok immers laten afstempelen, gestempelde blokken werden door keurmeesters echt bevonden maar de Michel-catalogus waarschuwt bij de gestempelde exemplaren voor vervalsingen. Ook een vals stempel op een echt blok behoort tot de mogelijkheden.
De zegel werd naar het dodenmasker van Heydrich ontworpen door Prof. F. Rotter.